# Věžky (Kroměříži járás)
Věžky település Csehországban, Kroměříži járásban. Věžky Vitčice, Zlobice, Zborovice, Dřínov, Křenovice és Kojetín településekkel határos. Lakosainak száma 444 fő (2024. január 1.).

## Népesség
A település lakosságának változását az alábbi diagram mutatja:
| Lakosok száma | 558  | 585  | 658  | 536  | 438  | 346  | 404  | 409  | 414  | 444  |
|               | 1869 | 1890 | 1921 | 1950 | 1980 | 2001 | 2017 | 2019 | 2022 | 2024 |